# Anton Zijderveld

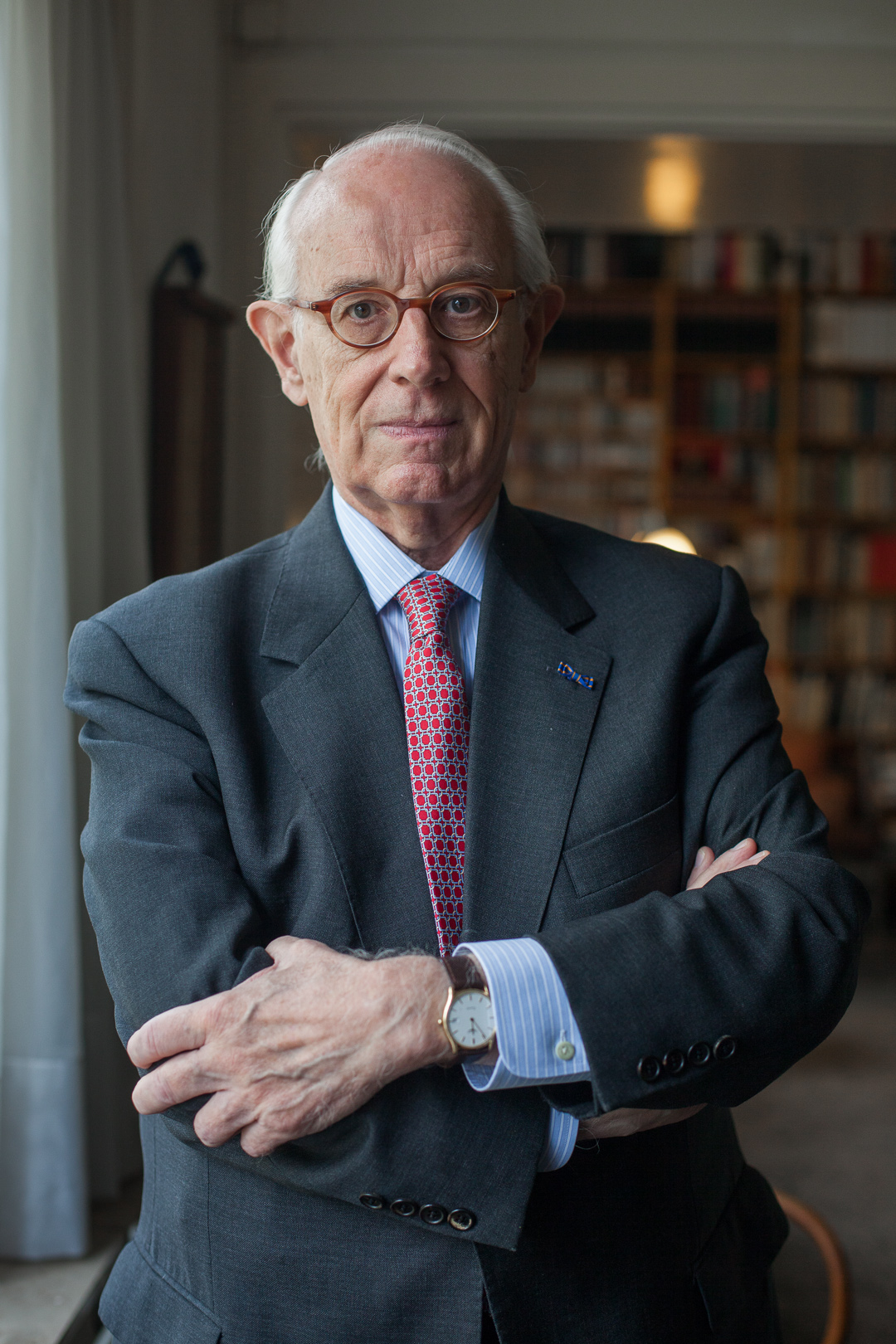
A.C. Zijderveld
(foto Xander Remkes, 2012)

Antonius Cornelis Zijderveld (Malang (Nederlands-Indië), 21 november 1937 – Rotterdam, 6 juli 2022) was een Nederlands socioloog, filosoof en hoogleraar. Hij was van 1988 tot 2009 een prominent lid en partijideoloog van het Christen-Democratisch Appèl (CDA).

## Loopbaan

### Academische carrière
Zijderveld volgde het gymnasium. Hij studeerde theologie aan de Rijksuniversiteit Utrecht en vervolgens sociologie in Utrecht en de Verenigde Staten. In 1966 promoveerde Zijderveld in de sociologie aan de Rijksuniversiteit Leiden en doceerde vervolgens in dit vakgebied aan de volgende universiteiten:
- Wagner College op Staten Island (1966-1968);
- Concordia University in Montréal (1968-1971);
- Universiteit Tilburg (1971-1985);
- Erasmus Universiteit Rotterdam (1985-2002).

Hij was vervolgens gasthoogleraar in Montréal (1977-1978), Osaka (1988) en München (1988-89; Erich Voegelin Gastprofessur). In zijn periode aan de Erasmus Universiteit richtte Zijderveld zich vooral op cultuursociologie. Hij besteedde in zijn publicaties veel aandacht aan instituties. Hij heeft diverse bestuurlijke functies gehad, onder andere op kunst- en cultuurgebied.
Naast deze activiteiten was Zijderveld columnist in het programma Buitenhof (1998-2002) en columnist van Het Financieele Dagblad (1990-2012). In 2004 werd hij benoemd tot Ridder in de Orde van de Nederlandse Leeuw en in 2006 promoveerde hij in de filosofie aan de Erasmus Universiteit Rotterdam.

### Politieke activiteiten
Hoewel Zijderveld niet-kerkelijk en agnost was, sloot hij zich in 1988 aan bij het CDA. Binnen het CDA was hij verbonden aan het Wetenschappelijk Instituut voor het CDA en gold hij als belangrijk adviseur. Hij had veel contact met onder anderen Ernst Hirsch Ballin, Jaap de Hoop Scheffer, Jan Peter Balkenende en Ab Klink, die hij als gelijkgestemden beschouwde. Zijderveld pleitte onder meer voor conservatieve waarden als soevereiniteit in eigen kring, een kleine, maar sterke overheid, aandacht voor familiewaarden en de opwaardering van maatschappelijke instituties als het gezin, de school en de kerk.

Zijderveld mengde zich verschillende keren in het integratiedebat. Hij introduceerde het begrip koppelteken-Nederlanders, dus bijvoorbeeld Marokkaanse-Nederlanders of Turkse-Nederlanders, wat meer de verbondenheid zou benadrukken van immigranten met Nederland. Hij stelde geen probleem te hebben met de dubbele nationaliteit: 
"Loyaliteit zit niet vast aan een paspoort. Het gaat om geïntegreerde, koppelteken-Nederlanders. (…) Je hoeft niet volledig te assimileren in de samenleving. (…) Als je goed Nederlands spreekt en je hebt werk en draagt zo bij aan de economie, wat kan mij dan dat paspoort schelen?"
Zijderveld liet herhaaldelijk blijken weinig op te hebben met politici als Geert Wilders, die hij beschuldigend als populist bestempelde en verweet te schurken tegen extreemrechts. Hij pleitte voor toenadering van het CDA richting de islam en vond dat zijn partij afstand moest nemen van de islamofobie van Wilders.
De uitspraak van CDA-voorzitter Peter van Heeswijk dat toekomstige samenwerking met de Partij voor de Vrijheid van Geert Wilders niet uitgesloten werd, leidde er in april 2009 toe dat Zijderveld het lidmaatschap van het CDA opzegde. Bovendien merkte Zijderveld op dat de PVV qua structuur veel overeenkomsten heeft met de NSB, ze zijn "allebei geen democratische partijen, maar een beweging". Zijn essay, Populisme als politiek drijfzand, met ongeveer honderd pagina's verscheen eind april 2009.

## Privéleven
Anton Zijderveld was getrouwd en kreeg met zijn echtgenote vier kinderen, geboren tussen 1968 en 1977. Zijn vrouw overleed in 2020. Prof.dr. A.C. Zijderveld overleed in juli 2022 op 84-jarige leeftijd.